# Zacepîlivka, Novi Sanjarî
Zacepîlivka (în ucraineană Зачепилівка) este o comună în raionul Novi Sanjarî, regiunea Poltava, Ucraina, formată numai din satul de reședință.

## Demografie
Componența lingvistică a comunei Zacepîlivka
     Ucraineană (93,27%)
     Rusă (4,3%)
     Romani (1,77%)
     Alte limbi (0,55%)
Conform recensământului din 2001, majoritatea populației comunei Zacepîlivka era vorbitoare de ucraineană (93,27%), existând în minoritate și vorbitori de rusă (4,3%) și romani (1,77%).